# Martin Mareš
Martin Mareš (Blansko, 23 gennaio 1982) è un ex ciclista su strada ceco che ha corso per sette anni nella PSK Whirlpool-Author.
Fu terzo nella classifica individuale dell'UCI Asia Tour 2005, grazie alla vittoria del Tour of Qinghai Lake.

## Palmarès
- 2000 (Juniores)

Classifica generale Orlicka Lanskroun Juniors
- 2004 (PSK)

2ª tappa GP Lidice (Lidice > Lidice)
Campionati cechi, Prova in linea Under-23
3ª tappa Tour de l'Avenir (Gérardmer > Morteau)
- 2005 (eD'System-ZVVZ, una vittoria)

Classifica generale Tour of Qinghai Lake
- 2007 (PSK Whirlpool-Author, tre vittorie)

3ª tappa GP Lidice (Křivoklát)
Classifica generale GP Lidice
7ª tappa Tour of Qinghai Lake (Xining > Menyuan)
- 2009 (PSK Whirlpool-Author, una vittoria)

Campionati cechi, Prova in linea (Banovce Nad Bebrovou)

### Altri successi
- 2002 (PSK)

Cronosquadre Kladruby
- 2004 (PSK)

Criterium Jevicko
Classifica giovani Okolo Slovenska
- 2005 (eD'System-ZVVZ)

Criterium Trutnov
- 2007 (PSK Whirlpool-Author)

Classifica a punti Okolo Slovenska
- 2008 (PSK Whirlpool-Author)

Brno-Velka Bites-Brno
Memorial Jana Veselého
- 2010 (PSK Whirlpool-Author)

3ª tappa Hana Tour
2 tappa Central European Tour (Szerencz > Bukkszentkeresit)

## Piazzamenti

### Competizioni mondiali
- Campionati mondiali

Plouay 2000 - In linea Juniores: 35°
Zolder 2002 - In linea Under-23: 120°
Verona 2004 - In linea Under-23: 52°
Salisburgo 2006 - In linea Elite: ritirato
Stoccarda 2007 - In linea Elite: ritirato
Varese 2008 - In linea Elite: ritirato
Mendrisio 2009 - In linea Elite: ritirato

### Competizioni europee
- Campionati europei

Bergamo 2002 - In linea Under-23: 43°
Otepää 2004 - In linea Under-23: 106°